# Saint-Chaptes
Saint-Chaptes là một xã thuộc tỉnh Gard, vùng Occitanie phía nam Pháp. Xã có diện tích 13,07 km2, dân số năm 2006 là 1478 người.